# Ligne 73 (Infrabel)
Pour les articles homonymes, voir Ligne 73.
La ligne 73 est une ligne ferroviaire belge du réseau Infrabel qui relie les villes de Deinze et La Panne. Longue d'environ 74 kilomètres, elle comporte une ou deux voies à écartement standard, suivant les sections, est électrifiée sur l'ensemble de son parcours et sa vitesse de référence est de 120 km/h.

## Historique

### Chronologie
- 31 décembre 1855, ouverture de Deinze à Tielt, par la Société des chemins de fer de la Flandre-Occidentale (FO)[1].
- 11 mai 1858, ouverture de Lichtervelde à Furnes, par la Compagnie du chemin de fer de Lichtervelde à Furnes[1].
- 5 février 1870, ouverture de Furnes à Adinkerke, par la Compagnie du chemin de fer de Furnes à Dunkerque[1].
- 23 mars 1880, ouverture de Tielt à Lichtervelde, par l'administration des chemins de fer de l'État-belge[1].

### Histoire

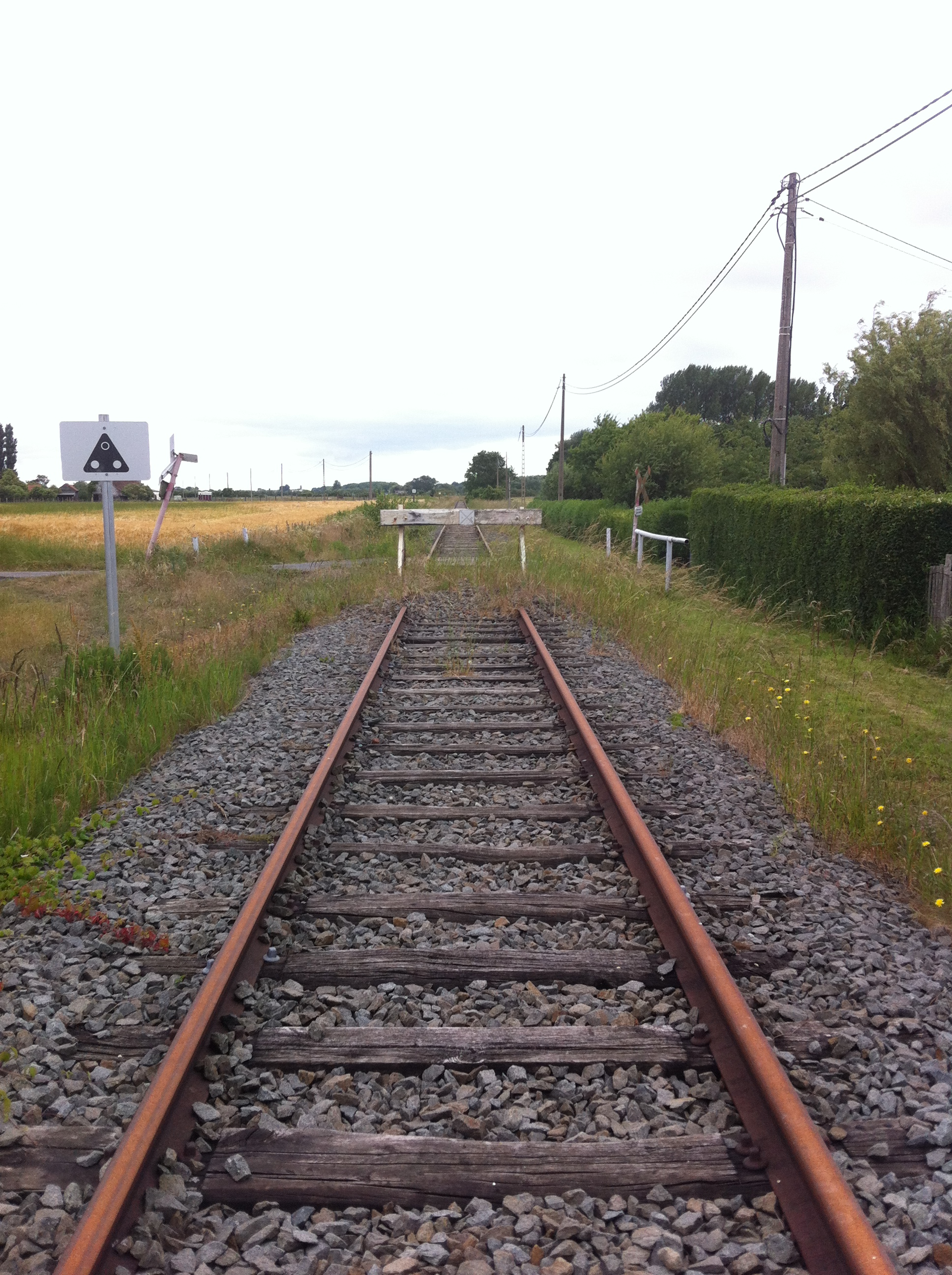
Heurtoir barrant la ligne 73 du côté belge de la frontière entre La Panne et Bray-Dunes

Le 31 décembre 1855 est ouverte la voie ferrée entre Deinze et Tielt par la société de chemin de fer Flandre Occidentale. 
La même société ouvre le 11 mai 1858 une voie ferrée entre Lichtervelde et Furnes. 
Le 5 février 1870 la société de chemin de fer Furnes - Dunkerque ouvre les 5 kilomètres de voies ferrées entre Frunes et Adinkerke qui deviendra plus tard la gare de La Panne.
Le 23 mars 1880, la ligne est complétée entre Tielt et Lichtervelde par les chemins de fer de l'État belge.
Entre 1958 et 1960, le trafic voyageur est interrompu entre Adinkerke et la frontière française. Seuls de ponctuels trains de touristes sont opérés sur cette section de la ligne pendant cette période.
Le 28 mai 1996, la ligne est électrifiée au standard belge 3000V CC entre Deinze et La Panne. Au même moment, un nouveau tracé est établi entre Diksmude et Kaaskerke. La section entre La Panne et la frontière avec le réseau ferré français reste non-électrifié.
Le 7 décembre 1999 est rétabli le trafic international entre la Belgique et la France. De plus, il y circule des trains de marchandises entre la société sidérurgique Sollac de Dunkerque et la fabrique Cockerill-Sambre à Marcinelle.
Après une période d'essai, 2 trains marchandises étaient opérés entre La Panne et la France mais le projet a été ensuite abandonné le 16 mars 2003 à cause des travaux sur les voies à De Panne. Le trafic ferroviaire n'est pas repris même si la voie menant vers la frontière subsiste, barrée toutefois par un heurtoir (photo ci-contre). Le passage à niveau sur la route nationale 386 a disparu, juste avant la frontière française, défoncé en 2014.

## Infrastructure

### Ligne
C'est une ligne à écartement standard qui porte le numéro 73 sur le réseau Infrabel, qui est composé de deux sections principales : De Deinze à La Panne marchandises est électrifiée en 3kV avec une vitesse de référence à 120 km/h. Elle comporte plusieurs tronçons à voie unique, entre : Dixmude et Furnes, et entre Furnes et La Panne. La deuxième section « La Panne - Frontière RFF (Dunkerque) » est à voie unique, non électrifiée, avec une vitesse de référence de 40 km/h ; comme on peut le voir dans la galerie ci-dessous, elle est barrée par un premier butoir à la limite d'électrification et par un autre à environ 1 km avant la frontière.

### Gares en service
Liste des gares ouvertes de la ligne avec leur point kilométrique : Deinze (0,000), Aarsele (8,900), Tielt (15,200), Lichtervelde (32,440), Kortemark (38,347), Dixmude (50,971), Furnes (66,047), Coxyde (67,447), La Panne (71,047).

### Signalisation de cabine
A des fins de tests, la ligne 73 est équipée de l'ETCS niveau 2 entre les gares de Dixmude à La Panne, en parallèle de la signalisation latérale. Seuls certains engins spécifiques sont autorisés à circuler en signalisation de cabine sur cette ligne pour l'instant, les autres continuant à utiliser la signalisation latérale et la TBL1+.

## Galerie

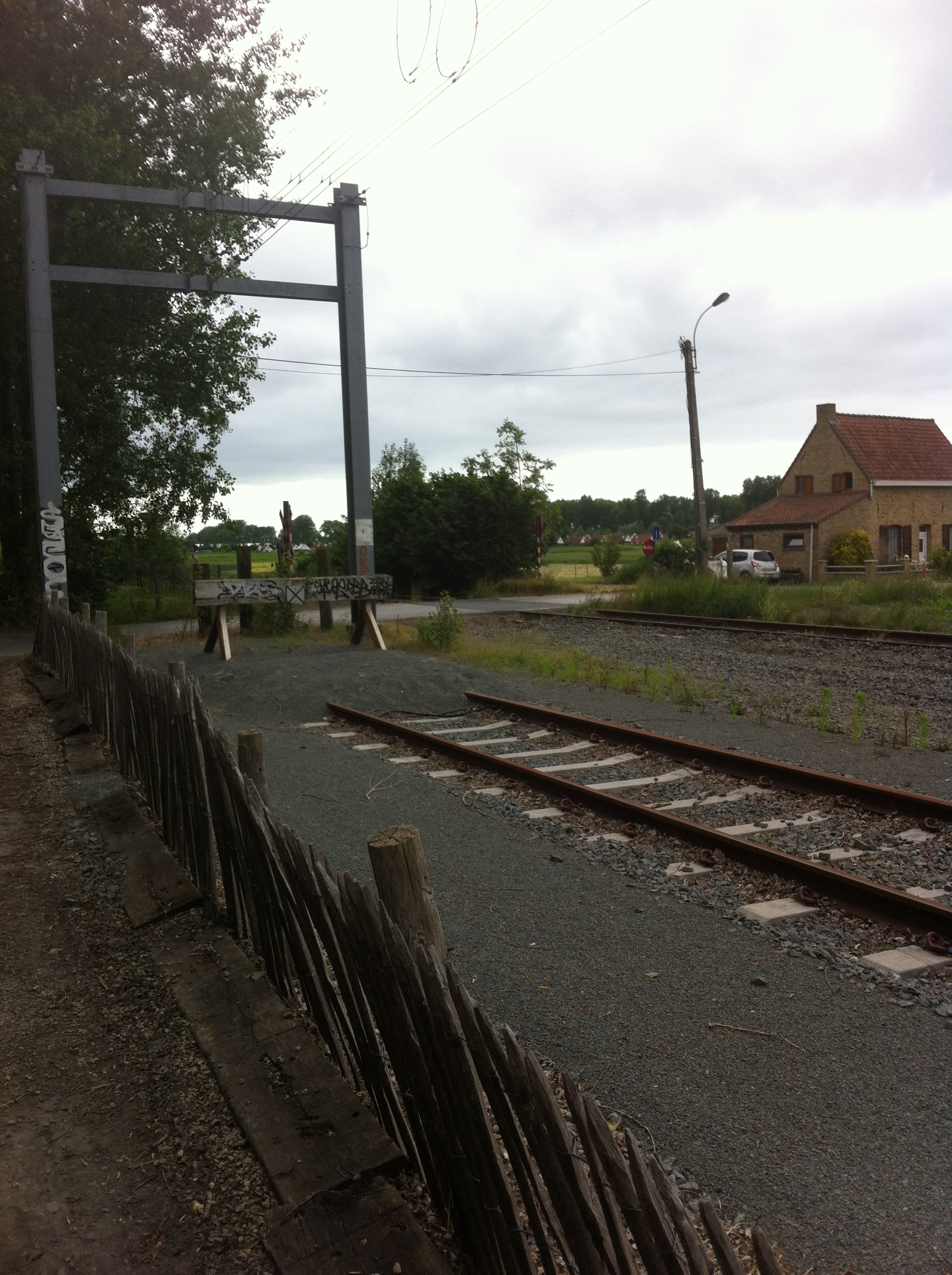
Fin de la section électrifiée PK 86,4
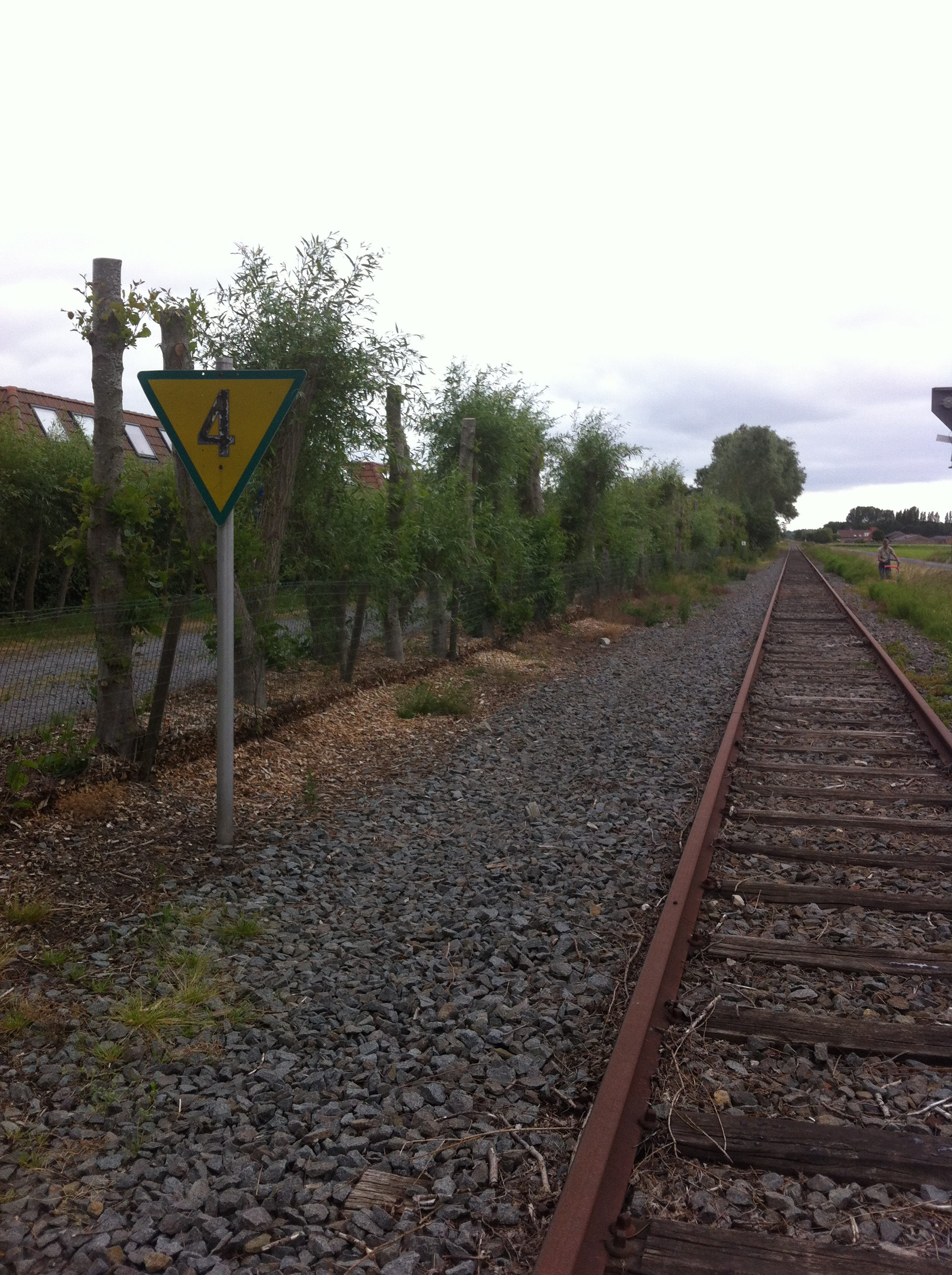
Section limitée à 40 km/h, non-électrifiée PK 86,6
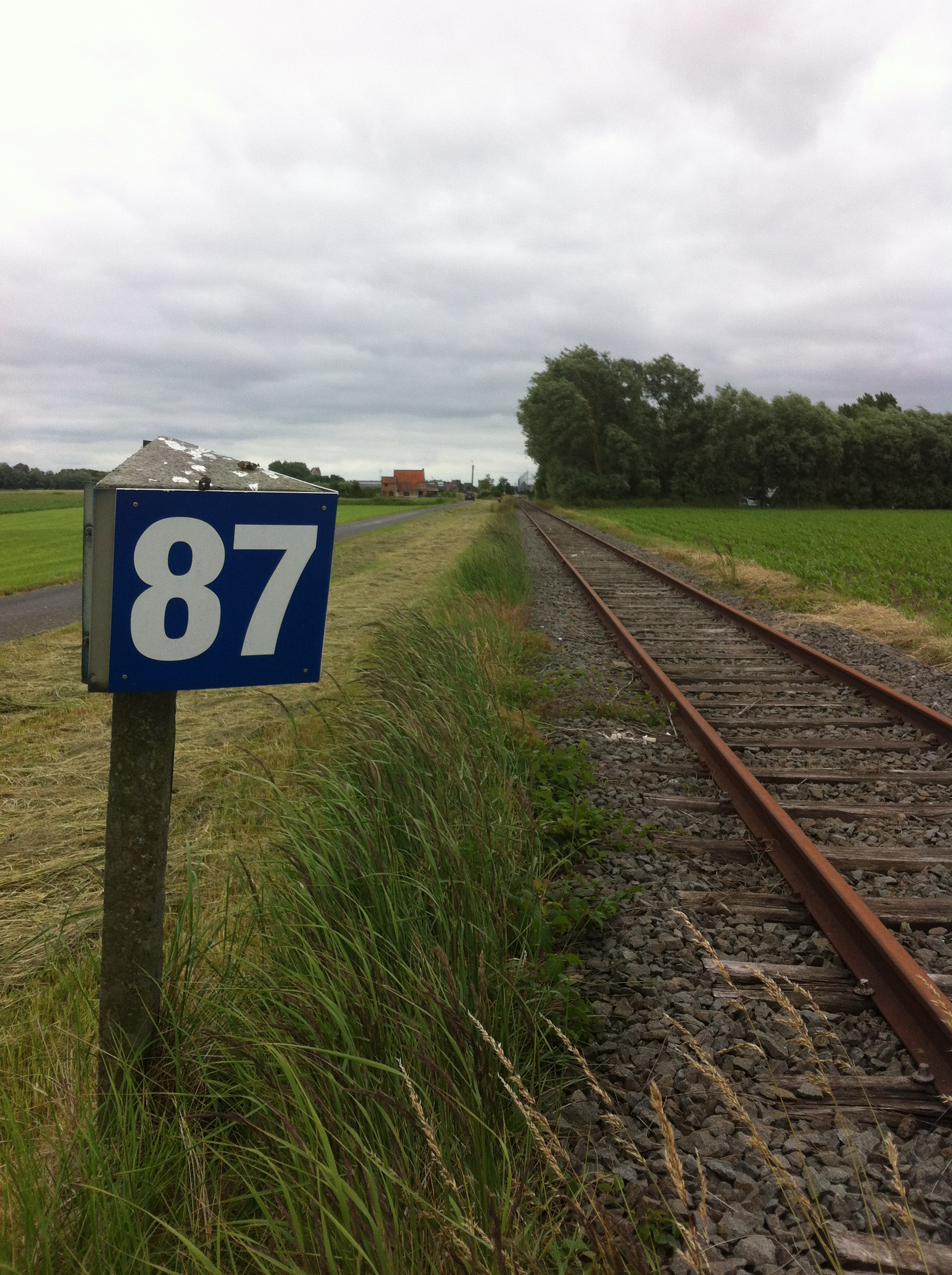
PK 87. Le butoir ci-contre est visible à l'arrière-plan.
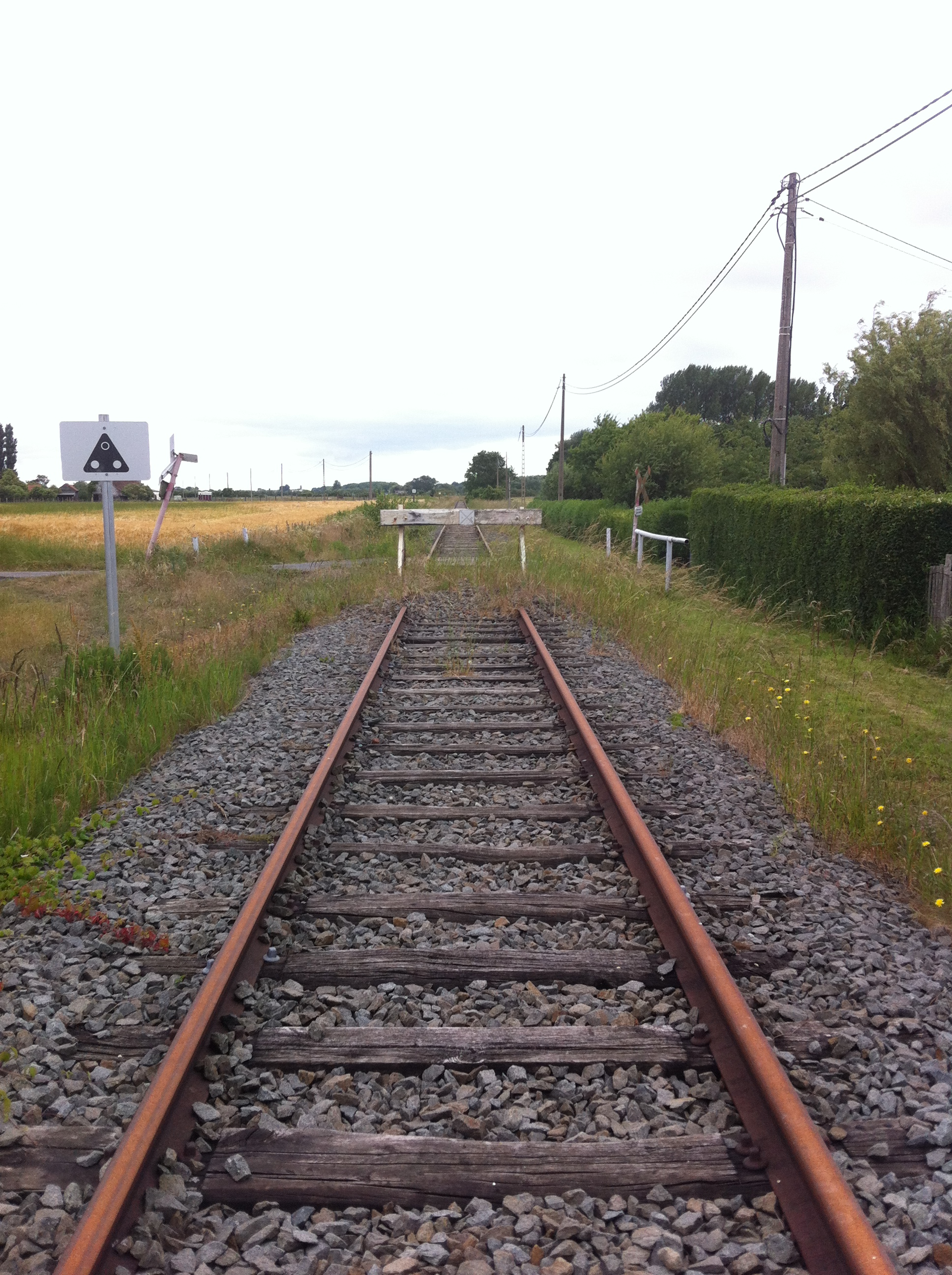
Butoir PK 87,4
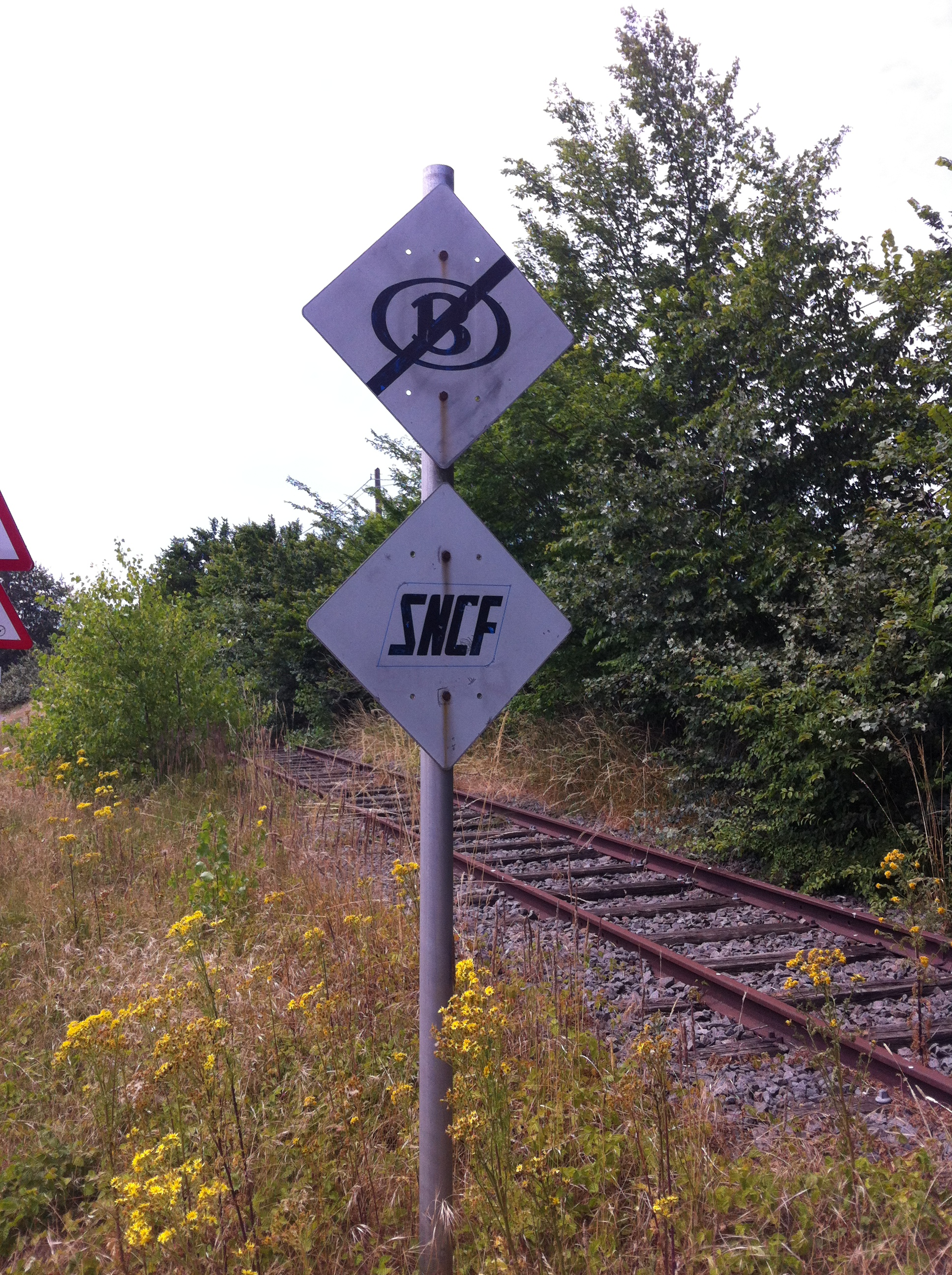
Signalisation marquant la fin du réseau ferroviaire belge PK 88,7